# Manzhouli
Manzhouli, tidigare romaniserat Manchouli, är en stad på subprefekturnivå som lyder under Hulunbuirs stad på prefekturnivå i den autonoma regionen  
Inre Mongoliet i norra Kina. Orten är belägen vid Argunfloden intill gränsen till Ryssland omkring 1 100 kilometer nordost om regionhuvudstaden Hohhot.
Staden har status som subprefektur, vilket betyder att den befinner sig på samma administrativa nivå som ett härad, men lyder direkt under regionsregeringen.
1901 blev den Östra kinesiska järnvägen färdigt i enlighet med ett hemligt rysk-kinesiskt avtal som tecknats mellan Aleksej Lobanov-Rostovskij och Li Hongzhang fem år tidigare. En liten bosättning bildades snart kring Mantjzjurija-stationen (Маньчжурия) som låg på den kinesiska sidan av gränsen och orten fick sitt namn efter det ryska ordet för Manchuriet. 1907 öppnades Manzhouli för gränshandel och började växa dramatiskt och 1927 blev orten omvandlad till stad.
Från juli till september 1929 utkämpades en konflikt om kontrollen över Östra kinesiska järnvägen mellan den kinesiske krigsherren Zhang Xueliang och styrkor den sovjetiska Röda armén som leddes av Vasilij Blücher. Sovjetunionen avgick med segern och järnvägen stannade i gemensam rysk-kinesisk förvaltning.
1931 införlivades Manzhouli med omnejd i den japanska lydstaten Manchukuo och återlämnades inte till Kina förrän efter det andra kinesisk-japanska krigets slut. 1949 ingick staden i den nybildade autonoma regionen Inre Mongoliet.